# Кармайклс (Пенсільванія)
Кармайклс (англ. Carmichaels) — місто (англ. borough) в США, в окрузі Грін штату Пенсільванія. Населення — 432 особи (2020).

## Географія
Кармайклс розташований за координатами 39°53′51″ пн. ш. 79°58′30″ зх. д. / 39.89750° пн. ш. 79.97500° зх. д. (39.897595, -79.974988).  За даними Бюро перепису населення США в 2010 році місто мало площу 0,44 км², з яких 0,43 км² — суходіл та 0,01 км² — водойми.

## Демографія
Згідно з переписом 2010 року, у селищі мешкали 483 особи в 204 домогосподарствах у складі 124 родин. Густота населення становила 1099 осіб/км².  Було 230 помешкань (523/км²).
Расовий склад населення:
| - 96,7 % — білих - 0,8 % — чорних або афроамериканців |

До двох чи більше рас належало 2,5 %. Частка іспаномовних становила 0,4 % від усіх жителів.
За віковим діапазоном населення розподілялося таким чином: 21,3 % — особи молодші 18 років, 63,4 % — особи у віці 18—64 років, 15,3 % — особи у віці 65 років та старші. Медіана віку мешканця становила 44,5 року. На 100 осіб жіночої статі у селищі припадало 104,7 чоловіків;  на 100 жінок у віці від 18 років та старших — 93,9 чоловіків також старших 18 років.
Середній дохід на одне домашнє господарство  становив 62 605 доларів США (медіана — 36 250), а середній дохід на одну сім'ю — 84 451 долар (медіана — 77 500). Медіана доходів становила 50 000 доларів для чоловіків та 46 250 доларів для жінок. За межею бідності перебувало 15,2 % осіб, у тому числі 17,5 % дітей у віці до 18 років та 8,9 % осіб у віці 65 років та старших.
Цивільне працевлаштоване населення становило 168 осіб. Основні галузі зайнятості: освіта, охорона здоров'я та соціальна допомога — 20,2 %, роздрібна торгівля — 13,1 %, мистецтво, розваги та відпочинок — 12,5 %.